# ラス・メドゥラス
座標: 北緯42度28分10秒 西経6度46分15秒 / 北緯42.46944度 西経6.77083度

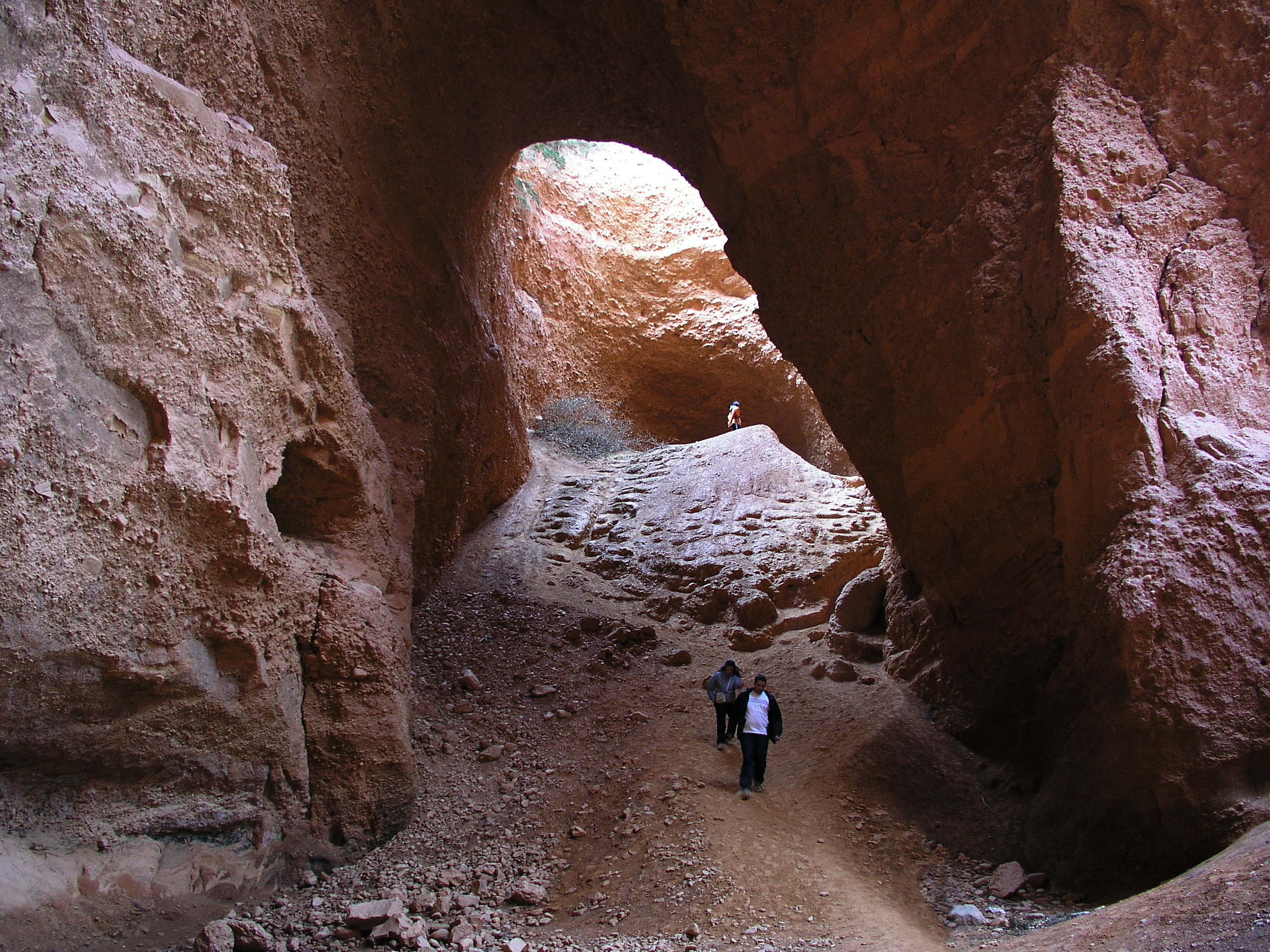
古代ローマの特殊な発掘技術「ルイナ・モンティウム（山崩し）」の痕跡である数多くの大穴が空けられている。

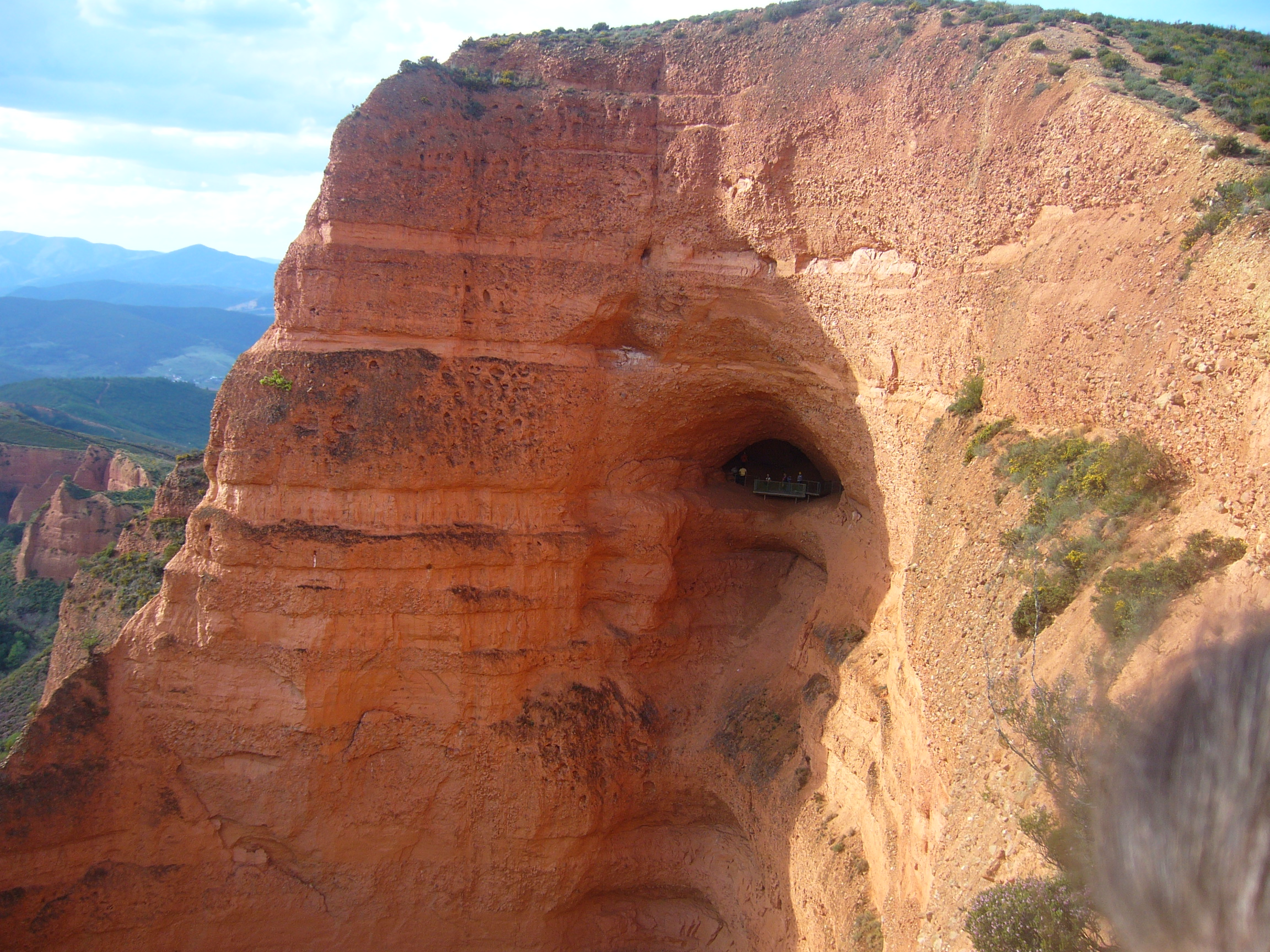
人工的斜面崩壊によって露出した地下水路の名残。

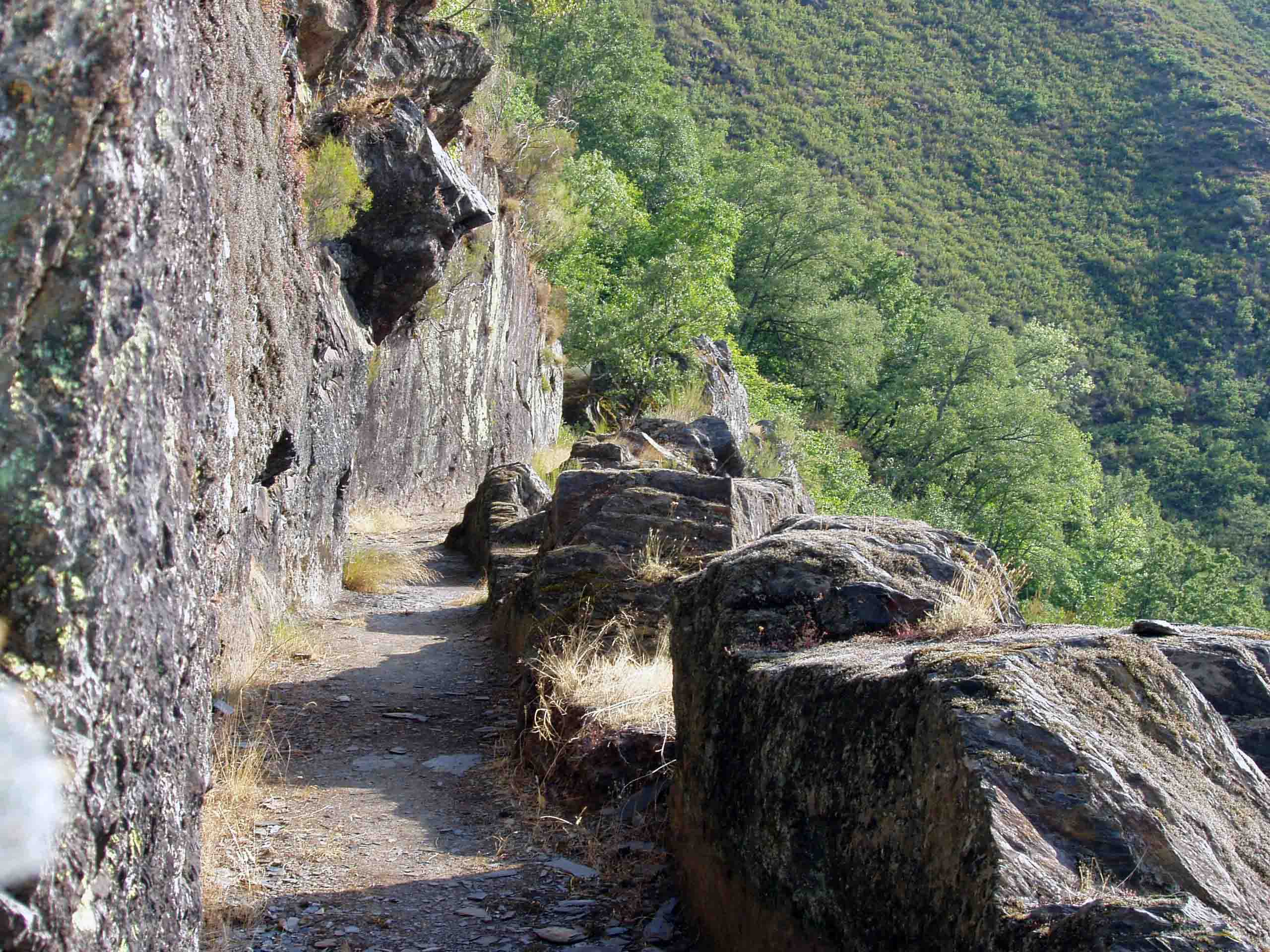
岩場を削って通された、帝政ローマ時代のローマ水道の跡。

ラス・メドゥラス（スペイン語：Las Médulas、英語：Las Médulas）は、スペイン・カスティーリャ・イ・レオン州レオン県ポンフェラーダの近郊に広がる人工悪地。帝政ローマ時代に最盛期を迎えた金鉱山を主体とする。現在は跡地となっている当地の金鉱山は、そこから産出される金鉱の枯渇がローマ帝国滅亡の遠因になったとされている。砂金を産出していた。
ラス・メドゥラスは古代の鉱業によって生まれた産業遺産であり、優れた文化的景観を形成していることから、1997年にはユネスコの世界遺産（文化遺産）に登録された。

## 概要
地域は、東西4km、南北5kmに広がる。地層はおよそ1500万年前頃、河川の土砂の堆積によって形成された（cf. 沖積層）。
当地の金鉱脈はローマ人の到来以前から発見されており、周辺住民は山から河川系へ流れ出る砂金を採取しては装身具などに加工していた。一例として、紀元前4世紀頃に作られた美麗な首飾りや耳飾りが発見されている。
当地を含むイベリア半島北部に古代ローマの勢力が侵入したのは、ローマ初代皇帝アウグストゥス統治下にあたる紀元前25年のことであった。一帯を征服したアウグストゥスは、新たに獲得した地域を旧来のローマ領であるヒスパニア・キテリオル等と併せて再構成し、北部から南東部にかけてをヒスパニア・タッラコネンシスと名づけた。その後間もなくして、ローマ人による金の大規模な採掘がメドゥリオ山（スペイン語: Monte Medulio、モンテ・メドゥーリオ）で始まる。
ラス・メドゥラスの目を見張るような景観は、ローマ水道の建造技術を応用した特殊な発掘技術である「ルイナ・モンティウム（ラテン語：ruina montium、cf. es。「山崩し」の意）」の結果として生まれたものである。
この技術は、水の力を使って山を崩すことで土砂と一緒に目当ての鉱物資源を外へ押し流す方法であり、具体的には、水道によって導いた川の水を山の中の任意の箇所に集中させ、水の力で計画的に削り取ってゆき、それによって流出した土砂から鉱物資源を採取するというものであった。西暦77年に大プリニウスが書き留めていることでも知られ、彼の語るところに基づけば、当地の場合、約35km離れたものを始めとする少なくとも7箇所の水源からローマ水道によって水を引き、メドゥリオ山頂に設けた貯水池に集めて満杯になるまで溜めた後、あらかじめ掘っておいた総延長100kmにも及んだといわれる数多くの地下水路に一気に流し込んで人工的・計画的に斜面崩壊を発生させる、という方法が執られていたという。この方法が200年以上もの間、何度も繰り返されることで、もともと平坦であった台地が複雑な地形に変化していった。すなわち、現在見ることのできる不規則形の連なりから成るラス・メドゥラスの地形は、このようなローマ帝国による大規模採掘時代の後にわずかに残された、かつての台地の一部である。
人工的斜面崩壊によって生まれた大量の土砂は川を作って麓の地域に流入し、人々はそれをふるいに掛けて砂金を採り出したという。また、地表の水道は削り取った土砂から砂金を洗い出す役割にも活用されており、カリフォルニア式水力採鉱 (California gold rush hydraulic mining) の先駆けと言うことができる。
当時、シエラ・デ・ラ・カブレラ（en、ラ・カブレラ山地）からラス・メドゥラスに必要量の水をもたらすために、少なくとも7本の平行な水路が建造された。そのうち、切り立った地形の部分は良好に現存しているものもあり、いくつかの岩刻碑文も残っている。

## プリニウスの叙述
大プリニウスは『博物誌』の中で金の採掘作業の話に触れている。叙述は十分にラス・メドゥラスに適用できる。プリニウスは西暦74年にこの地方の代官 (Procurator) であったため、彼は採鉱作業を見たのであろうし、彼の文章は目撃談のように読むことができる。彼はまた、重い金の粒子が集められるようにと、浅瀬でより細い水流を使って鉱石を洗い流す方法についても叙述している。それに続くのは地下での採鉱の詳細な話である。ラス・メドゥラス周辺では、沖積層の漂砂鉱床が枯渇した後、主脈が探査・発見された。そうした深い鉱脈が周辺の山々で発見されたことから、それらの鉱脈の上に水路や水槽類が建設され、採鉱が始まったのである。
プリニウスは毎年2万ポンド (roman pounds) の金を産出していたと記録している。6万人もの無料労働者を駆使して行われた採掘は、250年間で 165万kgもの金を産出したのである。金の含有量は土砂1t あたりおよそ3gであったとされる。

## ローマ帝国の掠奪と貢献
ラス・メドゥラスの金鉱はローマ帝国によって根こそぎ持ち去られ、土地の人々にはほとんど何も残らない跡地が返されたが、ラス・メドゥラスの金は陸路でローマに運ばれたのであり、その集積地であった都市アストルガを始めとする周辺地域は古代ローマの優れた土木工学によるインフラ整備が進み、また、ローマ人の洗練された文化も大いに伝播することとなった。例えば、モザイクによる建築や壁画の文化、様々な肉の保存食文化などは、当時のローマ人がラス・メドゥラス周辺地域に持ち込んだものを地元民が発展させてきた経緯がある。
また、現在のラス・メドゥラス一帯に繁茂する森林はほとんど全てが栗の木であるが、全盛期には2万人を数えたとされる当時の鉱山労働者たちの食料を補うものとして、ローマ帝国が農耕に不向きな痩せた土地でも育つことを事由に植え育てたのが起源であるといわれている。ローマ人が去った後のこの地の貧しい暮らしを支えたのもこの栗の森だったと周辺住民は言い伝えているが、生い茂る栗の森がラス・メドゥラスの地形の崩壊を防いできたことも指摘されている。

## 年表
- 1500万年前頃（完新世サブアトランテック前期、cf. en:Holocene） ：地層の形成期。
- 紀元前4世紀頃 ：この時期すでにラス・メドゥラスの麓地域で砂金の採取が行われている。
- 紀元前25年 ：帝政ローマの初代皇帝アウグストゥス統治下のローマ軍が、当地を含むイベリア半島北部を征服し、旧来の属州である南東部と併せて再構成し、属州ヒスパニア・タッラコネンシスを設ける。その後、間もなくしてメドゥリオ山（ラス・メドゥラスの金鉱山の、ローマ時代の名称）で大規模な採掘が始まる。
- 77年 ：大プリニウスがメドゥリオ山について著す。
- 4世紀 ：メドゥリオ山の金鉱が枯渇。
- 1996年 ：スペインの文化遺産 (en) に指定される。
- 1997年 ：ユネスコの世界遺産に登録される。
- 2002年 ：スペインの天然記念物 (es) に指定される。

## ユネスコ世界遺産

### 登録基準
この世界遺産は世界遺産登録基準のうち、以下の条件を満たし、登録された（以下の基準は世界遺産センター公表の登録基準からの翻訳、引用である）。
- (1) 人類の創造的才能を表現する傑作。
- (2) ある期間を通じてまたはある文化圏において、建築、技術、記念碑的芸術、都市計画、景観デザインの発展に関し、人類の価値の重要な交流を示すもの。
- (3) 現存するまたは消滅した文化的伝統または文明の、唯一のまたは少なくとも稀な証拠。
- (4) 人類の歴史上重要な時代を例証する建築様式、建築物群、技術の集積または景観の優れた例。